# Haraiki
Haraiki egy apró atoll a Dél-Csendes-óceánon. A terület politikailag Francia Polinéziához tartozik. Haraiki a Tuamotu-szigetek egyik alcsoportjának, a Raeffsky-szigeteknek a része. A Raeffsky szigetcsoport a Tuamotu szigetcsoport központi részén található. Haraiki a Reffsky-szigetek déli részén található, Tahititől 600 km-re keletre. A háromszög alakú atoll, melynek legnagyobb hosszúsága 7 km, legnagyobb szélessége 5 km, a területe 4 km². 10,4 km²-es lagúnájába egyetlen természetes tengerszoros vezet az óceánból, ezért hajóval be lehet jutni a belsejébe. Az atoll legközelebbi szomszédja Észak-Marutea 42km-re fekszik északnyugatra.
Egyes adatok szerint a szigeten mintegy 20 ember él, amelyet alátámasztanak a Google térképei, amelyeken jól látszódnak épületek a sziget északi részén  (-17.446343,-143.455739). Látható továbbá, hogy a három szigetből álló atoll földterületeinek jelentős része megművelt.

## Története
Haraiki atollt legelőször Louis Antoine de Bougainville francia felfedező említette 1768-as polinéziai felfedező útja során. Domingo de Boenechea spanyol hajós 1772. október 30-án száll itt partra és a szigetnek a San Quintín nevet adja. Két évvel később november 2-án ismét visszatért Haraiki-re. Frederick William Beechey brit kapitány 1826. március 6-án kötött ki a szigetnél, amelynek a Crocker nevet adta. 1837. március 30-án honfitársa, Edward Belcher is eljutott a szigetre.

## Közigazgatás
Makemo az önkormányzati település központja. Hozzá tartozik Haraiki, Raroia, Takume, Katiu, Taenga, Nihiru atollok és a lakatlan Észak-Marutea, Tuanake, Hiti, Dél-Tepoto atollok. A közigazgatási terület lakossága 1422 fő (2007).

## További információ
- Atoll lista (franciául) Archiválva 2007. február 28-i dátummal a Wayback Machine-ben